# Molina (Chile)
Molina ist eine Kommune und Stadt in der Mitte Chiles in der Región del Maule. Sie hat 45.976 Einwohner (Stand: 2017).
Molina liegt etwa 209 km südlich der Hauptstadt Santiago de Chile, etwa 20 km südlich von Curicó, der Hauptstadt der Provinz und etwa 53 km nördlich von Talca, der Hauptstadt der Region. Die Molina-Kommune (comuna) hat 45.976 Einwohner und eine Fläche von 1552 km², mit der Hauptstadt Molina und vielen anderen Dörfern und Städten.

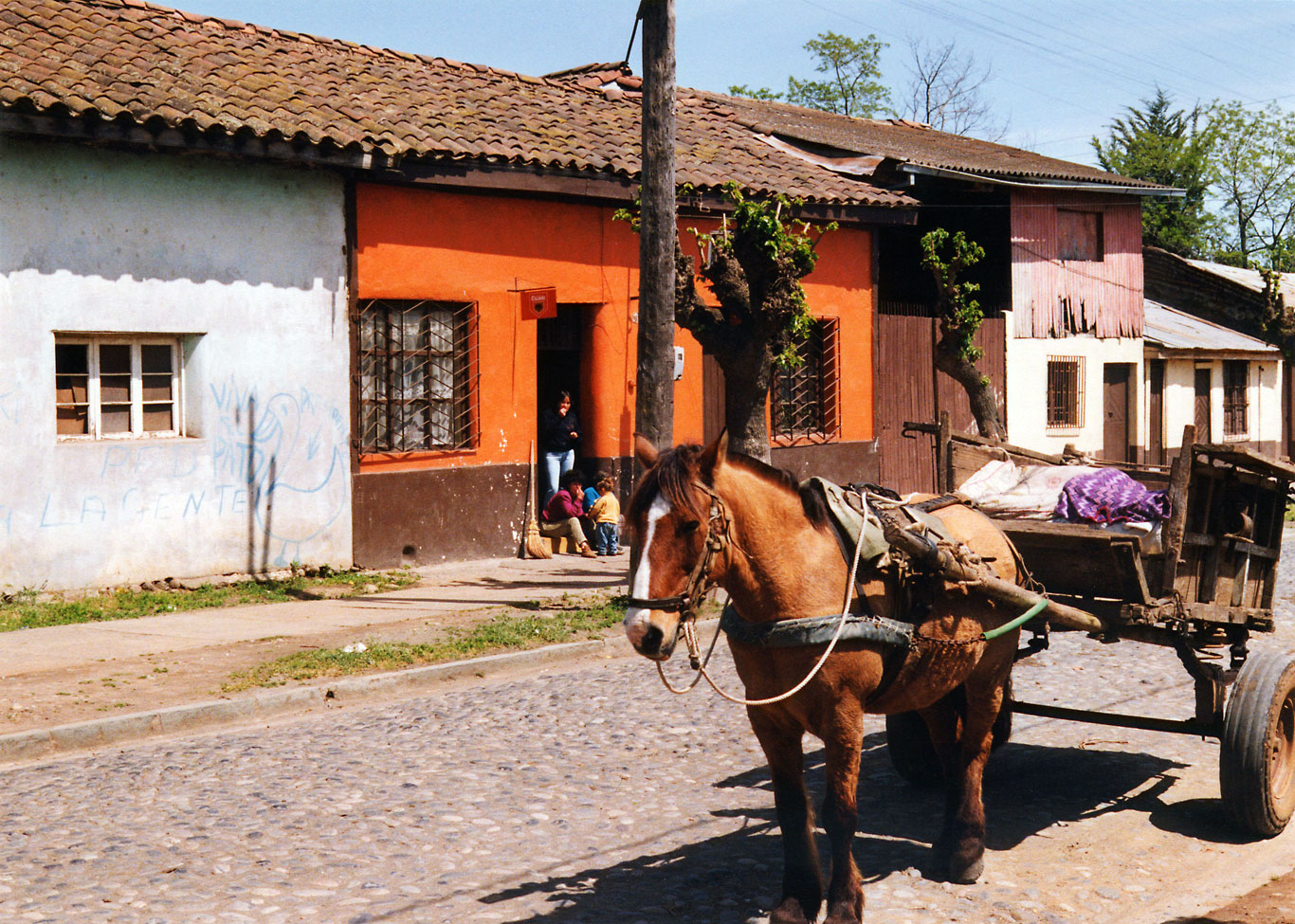
Straßenansicht in Molina
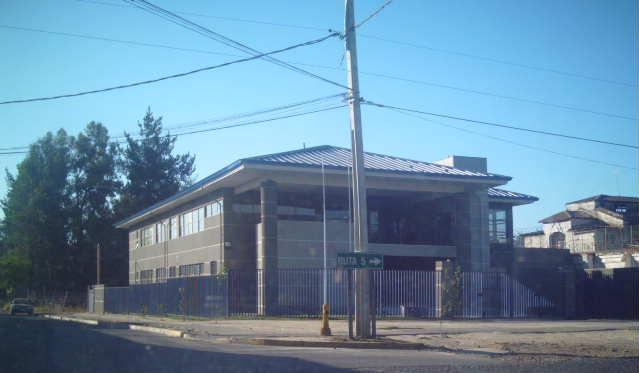
Gerichtsgebäude in Molina

## Söhne und Töchter der Stadt
- Laureano Guevara (1889–1968), Maler
- Sergio Villegas (1927–2005), Journalist und Schriftsteller
- Alejandro Silva Vilches (1947–2018), Fußballspieler
- Nelson Tapia (* 1966), Fußballspieler
- Luis Vásquez (* 1976), Fußballspieler
- Juan Pablo Andrade (* 1988), Fußballspieler